# Spomenik Rudolfu Maistru, Ljubljana
Spomenik Rudolfu Maistru je dobrih 3,5 m visok spomenik, figura konjenika v gibanju, ki upodablja slovenskega generala in pesnika Rudolfa Maistra in stoji v Maistrovem parku ob Trgu Osvobodilne fronte na severnem robu mestnega jedra Ljubljane, nasproti glavne železniške postaje. Kip je postavljen na poševen betonski podstavek, obrnjen je proti severovzhodu.
Spomenik obeležuje Maistrove zasluge v boju za severno mejo in povezovalno vlogo v zgodovini skupnosti Slovencev, nastal pa je na pobudo Društva generala Maistra. Na eni strani podstavka je napis
RUDOLF MAISTER 1874-1934 GENERAL IN PESNIK
na drugi pa
UBRANIL JE SLOVENSKO SEVERNO MEJO
Kip je delo kiparja Jakova Brdarja, odkrit je bil na slovesnosti na predvečer dneva državnosti 24. junija 1999, v času županovanja Vike Potočnik. Postavitev je stala 24 milijonov tolarjev. V park pred glavno železniško postajo ga je občina postavila, da bi ta postal zbirališče ob državnih dogodkih in zaživel kot nova vrata v mesto. Ta odločitev in podoba podstavka sta bila deležna nekaj kritik in tudi zamisel o simbolnih novih vratih v središče Ljubljane ni zares zaživela.
Maistru je kot enemu najbolj znanih slovenskih vojskovodij sicer po državi posvečenih več deset spomenikov in poimenovanj ulic ter trgov; Tudi v Ljubljani stojita dva konjeniška spomenika Maistru, poleg tega ob Trgu OF še kip avtorja Boštjana Putriha, postavljen nekaj let prej pred poslopjem Ministrstva za obrambo. Brdar je ustvaril še več skulptur, postavljenih na javnih mestih po Ljubljani, kip Rudolfa Maistra pa je bržkone njegovo najvidnejše delo.